# NGC 3770
NGC 3770 ist eine Balken-Spiralgalaxie vom Hubble-Typ SBa im Sternbild Großer Bär am Nordsternhimmel. Sie ist schätzungsweise 149 Millionen Lichtjahre von der Milchstraße entfernt und hat einen Durchmesser von etwa 40.000 Lichtjahren. Gemeinsam mit sechs weiteren Galaxien ist sie Mitglied der NGC 3963-Gruppe (LGG 251).

Im selben Himmelsareal befindet sich u. a. die Galaxie NGC 3740.
Das Objekt wurde am 19. März 1790 vom deutsch-britischen Astronomen Wilhelm Herschel entdeckt.